# 林禮禎
林禮禎（1923年5月18日—2020年9月19日），也作林禮貞，越南共和國律師、官員及外交官，曾任越南共和國內務部長。

## 生平
林禮禎1923年5月18日出生於越南芹苴。法律學學士和碩士（河內法律學院），美國法律學博士和教育學博士。1958-60年任內務部長。1960-64年間任越南共和國駐中東和意大利大使。1975年定居美國加利福尼亞州。2020年在杭亭頓海灘去世。

## 家庭
- 妻子：阮玉英[8]